# 謝保樵
謝保樵（1896年—1960年），字寶潮，廣東省南海縣丹灶人。民國37年（1948年）在廣東省第一選區當選第一屆立法委員。

## 生平
- 民國3年，清華學校二英里田徑比賽（11分15秒）最優，此項記錄保持到民國15年；民國4年一英里田徑比賽（5分36秒）最優[1]
- 民國6年，清華學校高等科二年級[2]
- 民國8年，清華學校預備部留美放洋學生[3]
- 民國9年，獲約翰霍普金斯大學經濟學學士
- 民國12年，獲約翰霍普金斯大學政治學博士學位
- 民國14年，天津北洋大學英語教員[4]
- 民國14年，國立廣東大學教授政治學系教授[5]
- 民國14年8月18日，任外交部秘書[6]
- 民國15年6月12日，免外交部秘書[7]
- 民國16年，外交部漢口第三特別區市政管理局執行主任[8]
- 民國16年10月26日，任國民政府財政部菸酒稅處科長[9]
- 民國16年11月，任江蘇菸酒事務局局長[10]
- 民國17年11月13日，任國民政府鐵道部秘書[11]、鐵道部總務司編譯科科長兼任鐵道部圖書館館長[12]
- 民國20年2月14日，免鐵道部祕書[13]
- 民國20年7月，辭廣九鐵路管理局局長[14]
- 民國22年1月18日，任立法院編譯處處長[15]
- 民國25年11月12日，給予三等采玉勳章[16]
- 民國29年，國立編譯館政治學名詞（國際關係部份）審查委員[17]
- 民國33年6月，中外記者西北參觀團團長，抵達延安參觀
- 民國34年，給予勝利勳章[18]
- 民國37年，當選立法委員，後被國民政府任命為暹羅大使，故由張超良遞補報到
- 民國37年4月5日，任中華民國駐暹羅國特命全權大使[19]
- 民國39年5月6日，辭駐泰國特命全權大使[20]
- 歷任北平法政大學、交通大學，武昌土地局局長，浙江卷菸稅局副局長，中國國民黨中央黨部國際宣傳委員會委員，及中國航空公司秘書等。
- 1950年到美國紐約從事學術研究，以後又到舊金山入「金山日報」編輯部主持編譯工作，1960年去世[21]

## 嵌名人聯
謝保樵，名「寶潮」，博學多才而極滑稽，嘗以己名做一妙聯云：年年失寶，月月來潮